# Mariette in Ecstasy
Mariette in Ecstacy is een Amerikaanse film uit 1996 van regisseur John Bailey.

## Verhaal
Mariette Baptiste, dochter van een rijke dokter, besluit in te treden in het klooster waar haar zuster Celine priores is. Na verloop van tijd begint ze hallucinaties te krijgen. Als ze dan ook nog vreemde wonden oploopt, is kapelaan Henri Marriott ervan overtuigd dat het zogenaamde stigmata zijn en dat Henriette dus een heilige is.

## Rolbezetting
| Acteur           | Personage                    |
| ---------------- | ---------------------------- |
| Geraldine O'Rawe | Mariette Baptiste            |
| Rutger Hauer     | kapelaan Henri Marriott      |
| Mary McDonnell   | priores Celine               |
| Eva Marie Saint  | moeder-overste Saint-Raphael |
| Alex Appel       | zuster Philomene             |
| Cara Pifko       | zuster Hermance              |